# Agriornis montanus
Agriornis montanus là một loài chim trong họ Tyrannidae.

## Hình ảnh

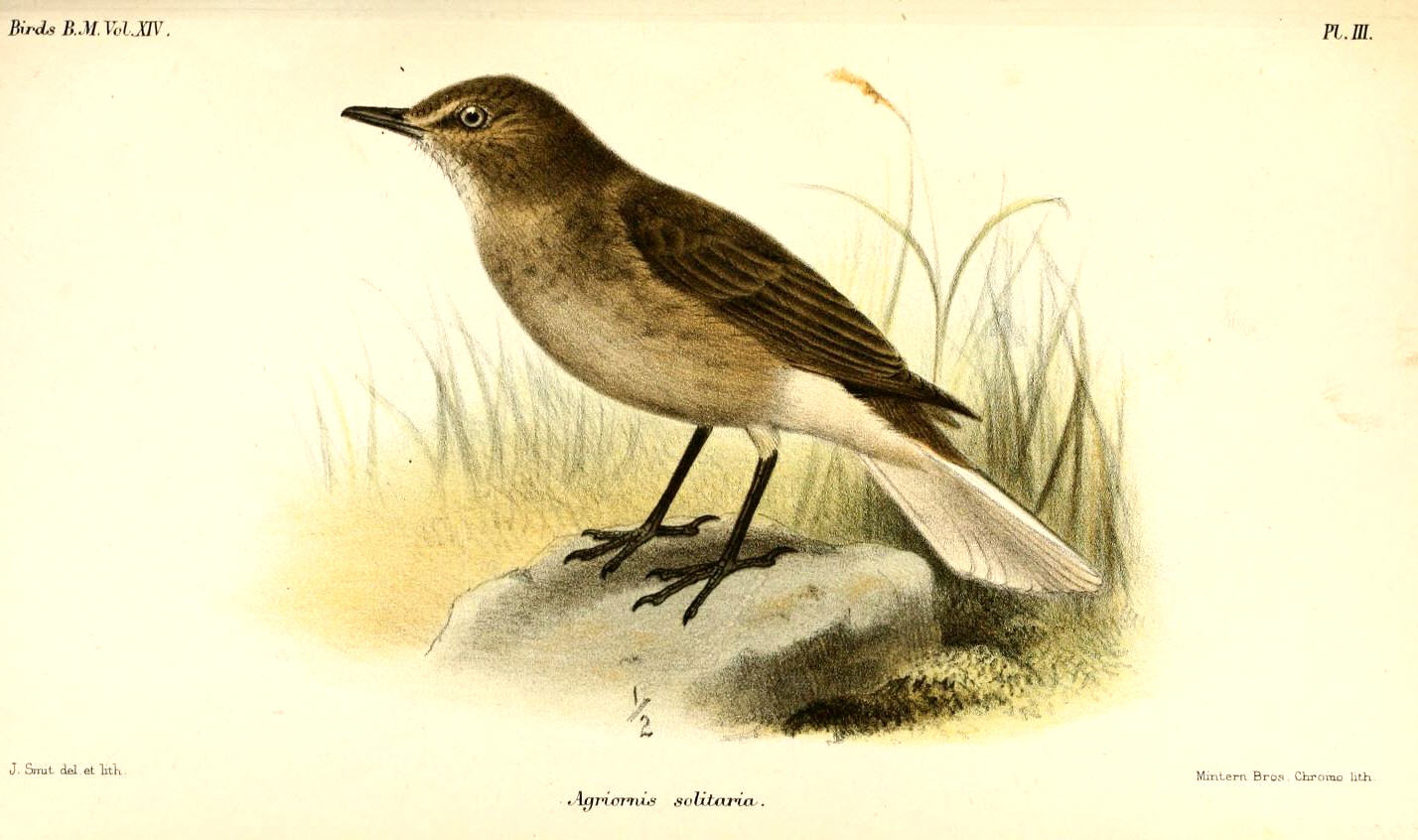